# The Time Machine (1960)
The Time Machine (bra/prt: A Máquina do Tempo) é um filme de ficção científica americano de 1960, dirigido por George Pal e baseado no livro homônimo de H. G. Wells, que relata a história de um homem inglês que constrói uma máquina do tempo, e a utiliza para viajar ao futuro.
A obra de Wells teria uma refilmagem em 2002, dirigida por Simon Wells, bisneto do autor.

## Elenco
- Rod Taylor… George (H. George Wells)
- Yvette Mimieux… Weena
- Alan Young… David Filby/ James Filby
- Sebastian Cabot… Dr. Philip Hillyer
- Whit Bissel… Walter Kemp
- Tom Helmore… Anthony Bridewell
- Doris Lloyd… Mrs. Watchett
- Paul Frees - Voz dos Anéis

## Sinopse
Na virada do século, dezembro de 1899, George (Rod Taylor) constrói, em seu laboratório em Londres, uma máquina do tempo, utilizando-a para uma viagem ao futuro. George começa a ir para o futuro. Primeiro alguns segundos, alguns minutos, algumas horas, alguns dias, algumas semanas, alguns meses e alguns anos. Ele viaja 18 anos no tempo e vai parar em 1917, na primeira guerra mundial. Vai cumprimentar um amigo mas descobre que essa pessoa é o filho de seu amigo. Ele conta que o pai morreu um ano antes. George responde: "Que guerra?". O filho de seu amigo diz "Então não sabe? Estamos em guerra com a Alemanha desde 1914." George viaja mais no tempo até 1940. Ele vê então um monte de aviões (que eram para ele máquinas voadoras, já que ele não sabia o que era aquilo) bombardeando a cidade. George vai mais no tempo até 1966, quando a sociedade está se destruindo. Há explosões. George vê o então idoso filho de seu amigo. Ele se surpreende e vai embora por causa das explosões. George volta para sua máquina do tempo e a lava forma uma parede de pedra. George fica preso e avança 800.000 anos no tempo até as rochas se desgastarem e serem destruídas pela erosão. George está livre para conhecer o mundo ao redor.
Num futuro longínquo, no ano de 802.701, George desce da máquina e se depara com um novo recomeço: duas sociedades opostas habitam a terra, os Morlocks e os Elois. Com as várias guerras, os Morlocks foram os humanos que permaneceram nos subterrâneos, na produção e manutenção de suas máquinas, sofrendo mutações tão importantes na aparência que se transformaram em monstros. Os Elois são jovens descendentes dos humanos que optaram por viver na superfície, onde permanecem ingênuos, ociosos e dependentes, sem líderes e ignorantes de qualquer atividade laborativa. Os livros já não existem, os jovens desconhecem toda a história da humanidade, e sua única informação são os “anéis” deixados pelos antepassados, que ao serem rodados contam resumidamente a trajetória do homem até os atuais acontecimentos, mas os jovens já não conseguem mais entender o significado daquelas palavras.
Os Elois passam o tempo sem fazer nada, e recebem sem questionar os alimentos, na verdade fornecidos pelos Morlocks que, à noite, vêm aprisioná-los e devorá-los, mediante a incapacidade de qualquer técnica de defesa ou reação apresentada pelos jovens. George conhece Weena, uma jovem Eloi que desperta seu interesse. Aos poucos, o viajante do tempo os ensina a reagir e lutar contra os Morlocks, transformando-se em seu líder.
Os Morlocks arrastam a máquina do tempo para dentro dos subterrâneos, e George, acaba conseguindo entrar, e com uma luta corporal com os Morlocks acaba conseguindo colocá-la em funcionamento e fugir de lá, porém estava indo para o lado errado (para o futuro). Inverte o mecanismo e volta ao passado, em sua casa, na véspera de 1900, e conta sua história aos amigos incrédulos. A despeito da incredulidade dos amigos, George arrasta a máquina para um local onde sabe que, no futuro, estará fora dos subterrâneos dos Morlocks, e volta novamente ao longínquo futuro, levando consigo 3 livros da biblioteca, os quais não são revelados, deixando a questão para a imaginação do espectador.

## Características
George Pal transforma a metáfora política de Wells, que seria a dualidade "Classe operária" (Morlocks) x "Nobreza inglesa do século passado" (Elois), em uma simples história do bem contra o mal. O que poderia se caracterizar, porém, como um defeito, uma alienação política, acaba se tornando o ponto positivo do filme, que fugiu de uma situação datada, para uma situação atemporal, com enfoque mais humanista, sem se prender a sociedades, épocas ou ideologias políticas.

## Prêmios e indicações
- Oscar de Efeitos Especiais 1960, para Gene Warren e Tim Baar.